# كريس أوسوليفان
كريس أوسوليفان (بالإنجليزية: Chris O'Sullivan)‏ هو لاعب هوكي الجليد أمريكي، ولد في 15 مايو 1974 في دورشستر ‏ في الولايات المتحدة.

## وصلات خارجية
- كريس أوسوليفان على موقع دوري الهوكي الوطني (الإنجليزية)
- كريس أوسوليفان على موقع قاعة مشاهير الهوكي (لاعب أن.إتش.أل) (الإنجليزية)
- كريس أوسوليفان على موقع EliteProspects.com (الإنجليزية)
- كريس أوسوليفان على موقع HockeyDB.com (الإنجليزية)
- كريس أوسوليفان على موقع Hockey-Reference.com (الإنجليزية)